# Lotononis
Genre
Synonymes
- Amphinomia DC.
- Buchenroedera Eckl. & Zeyh.
- Euchlora Eckl. & Zeyh.
- Ezoloba B.-E. van Wyk & Boatwr.
- Krebsia Eckl. & Zeyh.
- Leobordea Delile
- Lipozygis E. Mey.
- Listia E. Mey.
- Telina E. Mey[2].

Lotononis est un genre de plantes dicotylédones de la famille des Fabaceae, sous-famille des Faboideae, originaire d'Eurasie et d'Afrique, qui comprend environ deux cents espèces acceptées.

## Liste d'espèces
Selon The Plant List (1 novembre 2018) :
- Lotononis acocksii B.-E.van Wyk
- Lotononis acuminata Eckl. & Zeyh.
- Lotononis acuticarpa B.-E. van Wyk
- Lotononis acutiflora Benth.
- Lotononis adpressa N.E.Br.
- Lotononis affinis Burtt Davy
- Lotononis alpina (Eckl. & Zeyh.) B.-E. van Wyk
- Lotononis amajubica (Burtt Davy) B.-E. van Wyk
- Lotononis ambigua Dummer
- Lotononis angolensis Baker
- Lotononis angustifolia (E.Mey.) Steud.
- Lotononis anthylloides Harv.
- Lotononis anthyllopsis B.-E. van Wyk
- Lotononis arenicola De Wild.
- Lotononis argentea Eckl. & Zeyh.
- Lotononis argyrella MacOwan
- Lotononis arida Dummer
- Lotononis azurea (Eckl. & Zeyh.) Benth.
- Lotononis azureoides B.-E.van Wyk
- Lotononis bachmanniana Dummer
- Lotononis bainesii Baker
- Lotononis barberae Dummer
- Lotononis basutica E.Phillips
- Lotononis benthamiana Dummer
- Lotononis biflora (Bolus) Dummer
- Lotononis bolusii Dummer
- Lotononis brachyantha Harms
- Lotononis bracteosa B.-E. van Wyk
- Lotononis brevicaulis B.-E.van Wyk
- Lotononis brierleyae Baker f.
- Lotononis bullonii Emb. & Maire
- Lotononis burchellii Benth.
- Lotononis caerulescens (E.Mey.) B.-E.van Wyk
- Lotononis calycina (E.Mey.) Benth.
- Lotononis carinalis Harv.
- Lotononis carinata Benth.
- Lotononis carnea B.-E. van Wyk
- Lotononis carnosa Benth.
- Lotononis clandestina (E.Mey.) Benth.
- Lotononis complanata B.-E. van Wyk
- Lotononis comptonii B.-E.van Wyk
- Lotononis corymbosa Benth.
- Lotononis crumanina Benth.
- Lotononis curtii Harms
- Lotononis curvicarpa B.-E.van Wyk
- Lotononis cytisoides Benth.
- Lotononis dahlgrenii B.-E.van Wyk
- Lotononis debilis Benth.
- Lotononis decumbens (Thunb.) B.-E. van Wyk
- Lotononis delicata (Baker f.) Polhill
- Lotononis delicatula De Wild.
- Lotononis densa (Thunb.) Harv.
- Lotononis depressa Eckl. & Zeyh.
- Lotononis dichiloides Sond.
- Lotononis dieterlenii E.Phillips
- Lotononis difformis B.-E. van Wyk
- Lotononis digitata Harv.
- Lotononis dissitinodis B.-E.van Wyk
- Lotononis divaricata (Eckl. & Zeyh.) Benth.
- Lotononis dregeana Dummer
- Lotononis elongata (Thunb.) D.Dietr.
- Lotononis eriantha Benth.
- Lotononis eriocarpa (E. Mey.) B.-E. van Wyk
- Lotononis erisemoides (Ficalho & Hiern) Torre
- Lotononis esterhuyseana B.-E. van Wyk
- Lotononis evansiana Burtt Davy
- Lotononis exstipulata L.Bolus
- Lotononis falcata (E.Mey.) Benth.
- Lotononis fastigiata (E. Mey.) B.-E. van Wyk
- Lotononis filiformis B.-E. van Wyk
- Lotononis flava Dummer
- Lotononis florifera Dummer
- Lotononis foliosa Bolus
- Lotononis fruticoides B.-E.van Wyk
- Lotononis furcata (Merxm. & A.Schreib.) A.Schreib
- Lotononis galpinii Dummer
- Lotononis genistoides (Fenzl) Benth.
- Lotononis glabra (Thunb.) D. Dietr.
- Lotononis glabrescens (Dümmer) B.-E. van Wyk
- Lotononis globulosa B.-E. van Wyk
- Lotononis gracilifolia B.-E.van Wyk
- Lotononis gracilis Benth.
- Lotononis grandis Dummer & Jenn.
- Lotononis harveyi B.-E. van Wyk
- Lotononis hirsuta (Thunb.) D.Dietr.
- Lotononis holosericea (E. Mey.) B.-E. van Wyk
- Lotononis humifusa Benth.
- Lotononis humilior Dummer
- Lotononis involucrata (P.J.Bergius) Benth.
- Lotononis jacottetii (Schinz) B.-E. van Wyk
- Lotononis lamprifolia B.-E.van Wyk
- Lotononis lanceolata (E.Mey.) Benth.
- Lotononis laticeps B.-E. van Wyk
- Lotononis laxa Eckl. & Zeyh.
- Lotononis lenticula (E.Mey.) Benth.
- Lotononis leptoloba Bolus
- Lotononis linearifolia B.-E. van Wyk
- Lotononis listii Polhill
- Lotononis listioides Dinter & Harms
- Lotononis longicephala B.-E.van Wyk
- Lotononis longiflora Bolus
- Lotononis lotononoides (Scott-Elliot) B.-E.van Wyk
- Lotononis lupinifolia (Boiss.) Benth.
- Lotononis macra Schltr.
- Lotononis macrocarpa Eckl. & Zeyh.
- Lotononis macrosepala Conrath
- Lotononis maculata Dummer
- Lotononis magnifica B.-E. van Wyk
- Lotononis marlothii Engl.
- Lotononis maroccana Ball
- Lotononis maximiliani De Wild.
- Lotononis meyeri (C.Presl) B.-E.van Wyk
- Lotononis micrantha (E.Mey.) Benth.
- Lotononis microphylla Harv.
- Lotononis minima B.-E.van Wyk
- Lotononis minor Dummer & Jenn.
- Lotononis mirabilis Dinter
- Lotononis mollis Benth.
- Lotononis monophylla Harv.
- Lotononis mucronata Conrath
- Lotononis myriantha Baker
- Lotononis namaquensis Bolus
- Lotononis neglecta Dummer
- Lotononis newtoni Dümmer
- Lotononis newtonii Dummer
- Lotononis nutans B.-E.van Wyk
- Lotononis oligocephala B.-E. van Wyk
- Lotononis ornata Dummer
- Lotononis orthorrhiza Conrath
- Lotononis oxyptera (E.Mey.) Benth.
- Lotononis pachycarpa Dinter ex B.-E. van Wyk
- Lotononis pallens Benth.
- Lotononis pallidirosea Dinter & Harms
- Lotononis pariflora N.E.Br.
- Lotononis parviflora (P.J.Bergius) D.Dietr.
- Lotononis pauciflora Dummer
- Lotononis peduncularis Benth.
- Lotononis pentaphylla Benth.
- Lotononis perplexa (E.Mey.) Eckl. & Zeyh.
- Lotononis platycarpa (Viv.) Pic.Serm.
- Lotononis plicata B.-E. van Wyk
- Lotononis polycephala (E.Mey.) Benth.
- Lotononis pottiae Burtt Davy
- Lotononis procumbens Bolus
- Lotononis prolifera (E. Mey.) B.-E. van Wyk
- Lotononis prostrata (L.) Benth.
- Lotononis pseudodelicata (Torre) Polhill
- Lotononis pulchella (E.Mey.) B.-E.van Wyk
- Lotononis pulchra Dummer
- Lotononis pumila Eckl. & Zeyh.
- Lotononis pungens Eckl. & Zeyh.
- Lotononis purpurascens B.-E.van Wyk
- Lotononis pusilla Dummer
- Lotononis quinata Benth.
- Lotononis rabenaviana Dinter & Harms
- Lotononis racemiflora B.-E.van Wyk
- Lotononis rara Dummer
- Lotononis rehmannii Dummer
- Lotononis rigida (E.Mey.) Benth.
- Lotononis rosea Dummer
- Lotononis rostrata Benth.
- Lotononis sabulosa T.M.Salter
- Lotononis schonfelderi (Merxm. & A.Schreib.) A.Schreib
- Lotononis schreiberi B.-E. van Wyk
- Lotononis schwansiana Dinter
- Lotononis sericoflora Dummer
- Lotononis sericophylla Benth.
- Lotononis serpentinicola Wild
- Lotononis solitudinis Dummer
- Lotononis sparsiflora (E. Mey.) B.-E. van Wyk
- Lotononis speciosa Hutch.
- Lotononis spicata Compton
- Lotononis steingroeveriana Dummer
- Lotononis stenophylla (Eckl. & Zeyh.) B.-E. van Wyk
- Lotononis stipulosa Baker f.
- Lotononis stipulosus Baker f.
- Lotononis stolzii Harms
- Lotononis stricta (Eckl. & Zeyh.) B.-E. van Wyk
- Lotononis strigillosa (Merxm. & A.Schreib.) A.Schreib
- Lotononis subulata B.-E. van Wyk
- Lotononis sutherlandii Dummer
- Lotononis tapetiformis Emb. & Maire
- Lotononis tenella Eckl. & Zeyh.
- Lotononis tenuifolia (Eckl. & Zeyh.) Dummer
- Lotononis tenuipes Burtt Davy
- Lotononis tenuis Baker
- Lotononis trichodes (E.Mey.) B.-E.van Wyk
- Lotononis trichopoda (E.Mey.) Benth.
- Lotononis umbellata (L.) Benth.
- Lotononis varia (E.Mey.) Steud.
- Lotononis venosa B.-E. van Wyk
- Lotononis versicolor Benth.
- Lotononis viborgioides Benth.
- Lotononis villosa Benth.
- Lotononis viminea (E. Mey.) B.-E. van Wyk
- Lotononis virgata B.-E. van Wyk
- Lotononis wilmsii Dummer
- Lotononis woodii Bolus
- Lotononis wyliei J.M.Wood